# Список потерь Ми-8 и его модификаций (2006 год)
Список потерянных Ми-8 всех модификаций (включая Ми-9, -14, -17, -18, -19, -171 и -172) составлен по данным из открытых источников и учитывает только авиационные происшествия или воздействие внешних сил, приведшие к утрате вертолёта или его списанию вследствие полученных повреждений.
Список не полный и не окончательный.

## Список аварий и катастроф
| № п/п | Дата        | Модификация / Бортовой номер | Место                                       | Жертвы / На борту | Краткое описание |
| ----- | ----------- | ---------------------------- | ------------------------------------------- | ----------------- | --- |
| 1     | 20 января   | Ми-8МТВ-1 EZ-L481            | 61 км восточнее Баграма                     | 7/7               | Вертолёт пропал во время перелёта из Пакистана в Туркменистан, а место крушение было найдено на склоне горы на высоте 3900 м только 31 мая этого же года. Точную причину катастрофы установить не удалось, предположительно она произошла из-за неблагоприятных метеоусловий.                                                                   |
| 2     | 22 февраля  | Ми-8Т н.д.                   | Свердловская область, 6 км от Красноуфимска | 0/4               | Вертолёт ВВ МВД РФ при выполнении санитарного рейса совершил вынужденную посадку на заснеженном поле. Причина происшествия — отказ двигателя. Из-за неблагоприятных метеоусловий посадка была грубой, вертолёт получил значительные повреждения. Экипаж и пассажир получили травмы различной степени тяжести                                    |
| 3     | 11 марта    | Ми-8Т RA-24485               | Ненецкий АО, посёлок Варандей               | 1/19              | Ошибка экипажа при заходе на посадку. На удалении 1830 м от намеченного места посадки вертолёт столкнулся носовой частью фюзеляжа с землёй и опрокинулся на правый борт. Машина получила значительные повреждения, погиб один из пассажиров. |
| 4     | 27 марта    | Ми-8Т RA-24679               | Якутия, Русское Устье                       | 5/12              | При заходе на посадку в тёмное время суток экипаж потерял пространственную ориентацию и допустил падение вертолёта в 270 м от посадочной площадки, погибли члены экипажа и два пассажира. Комиссия, расследовавшая происшествие, выявила наличие алкоголя в крови у КВС и бортмеханика, а также то, что экипаж не имел допуск к ночным полётам. |
| 5     | 2 июня      | Ми-8 112                     | Кемерово                                    | 4/18              | Вертолёт ВВ МВД РФ. Во время посадки машина из-за неожиданного падения мощности двигателей перешла в неконтролируемое вращение и упала с высоты 3 метра. Погибли командир экипажа, борттехник и двое бойцов внутренних войск. |
| 6     | 11 сентября | Ми-8МТ н.д.                  | Северная Осетия, под Владикавказом          | 3/15              | Вертолёт Министерства обороны России. Разбился, совершая рейс из селения Гизель в Ханкалу в 17.33 в нескольких км от Владикавказа. |